# Clemens Lashofer

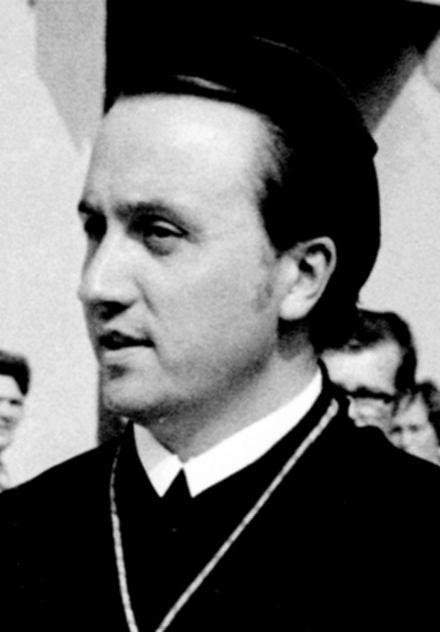
Abt Clemens Lashofer im Jahr 1975

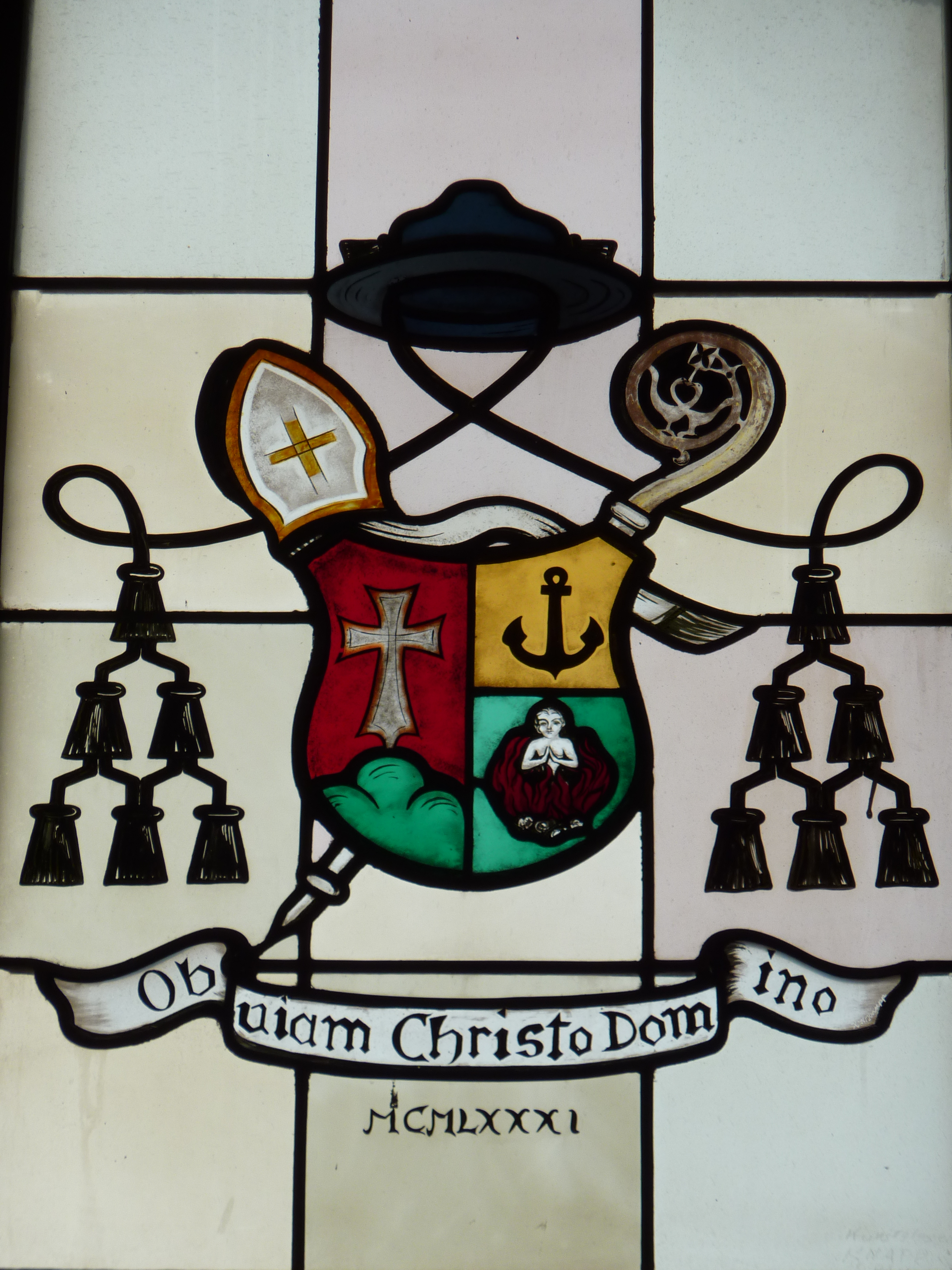
Wappen von Abt Clemens Lashofer, Glasfenster in der Pfarrkirche Gansbach

Clemens Lashofer OSB (eigentlich Anton Lashofer; * 2. Februar 1941 in St. Veit an der Gölsen, Niederösterreich; † 6. Juli 2009 im Stift Göttweig) war Benediktiner und 64. Abt des Stiftes Göttweig in der Wachau.

## Leben
Anton Lashofer kam mit zehn Jahren als Sängerknabe in das Stift Göttweig. Er maturierte 1959 im Piaristengymnasium Krems, trat im selben Jahr als Novize in das Stift ein und erhielt den Ordensnamen Clemens. 1963 legte er die feierliche Profess ab. Nach dem Studium der Theologie an der Universität Salzburg mit Promotion zum Dr. theol. empfing er am 11. Juli 1965 durch den   Apostolischen Nuntius, Opilio Rossi, in der Stiftskirche Lilienfeld die Priesterweihe.
Er war Leiter des Konvikts der Göttweiger Sängerknaben. Am 30. Juli 1973 wurde er im Alter von 32 Jahren zum weltweit jüngsten Abt gewählt und am 14. August 1973 vom Bischof der Diözese St. Pölten, Franz Žak, benediziert. Als Wahlspruch wählte er „Obviam Christo Domino!“ („Christus dem Herrn entgegen!“).
Zahlreiche Neueintritte in den folgenden Jahren, unter ihnen Hans Groër, bewirkten eine Vergrößerung und Verjüngung des Göttweiger Konvents. Am 7. September 1991 ließ Lashofer in Maria Roggendorf das Priorat St. Josef errichten, das am 11. Dezember 2005 selbstständig wurde.
Als im März 1995 gegen Hans Hermann Groër, der am 15. Juli 1986 zum Erzbischof von Wien ernannt worden war, Vorwürfe des sexuellen Missbrauchs von Jugendlichen auftauchten, kam es zu einer Krise im Göttweiger Konvent. Mehrere Mönche verließen das Kloster. Nachdem Groër am 14. September 1995 als Erzbischof zurückgetreten war, wurde er am 1. September 1996 zum Prior von St. Josef in Maria Roggendorf ernannt, aber am 5. Jänner 1998 durch Lashofer von diesem Amt wieder abberufen, da weitere Vorwürfe gegen den ehemaligen Erzbischof auftauchten.
Um die Situation im Kloster zu klären, beantragte Abt Lashofer eine außerordentliche Visitation seines Stiftes, die vom 2. bis 7. März 1998 vom  Abtprimas der Benediktiner, Marcel Rooney, durchgeführt wurde. Der Abschlussbericht dieser Visitation wurde nicht veröffentlicht, sondern ging direkt an Papst Johannes Paul II.
Als der Bischof der Diözese St. Pölten, Kurt Krenn, Pater Udo Fischer, einen besonderen Kritiker von Kardinal Groër und Bischof Krenn, am 17. Februar 1998 seines Amtes als Pfarrer der Göttweiger Stiftspfarre Paudorf enthob, schlug ihn Lashofer am 18. März 1998 als dessen eigenen Nachfolger vor, sodass Pater Udo Fischer zwar weiter Seelsorger in Paudorf blieb, jedoch ohne die Bestätigung des Bischofs.
Ab 1982 war Lashofer Abtpräses der Österreichischen Benediktinerkongregation. Von 1988 bis 1994 war er Vorsitzender der Salzburger Äbtekonferenz. Von 1990 bis 2001 war er zudem Delegat des Abtprimas für die Slawische Benediktinerkongregation. Am 6. Juli 2009 verstarb er als dienstältester Abt der weltweiten Benediktinischen Konföderation.
Das Begräbnis fand am 21. Juli im Stift Göttweig statt. Abt Lashofer wurde traditionell im Konvent-Friedhof beigesetzt.

## Auszeichnungen
- Geistlicher Rat der Diözese Passau
- Konsistorialrat der Diözese St. Pölten
- Ehrenring der Gemeinde St. Veit an der Gölsen
- Ehrenbürger von Norcia, Furth bei Göttweig, Paudorf und St. Veit an der Gölsen
- Großes Silbernes Ehrenzeichen für Verdienste um die Republik Österreich
- Silbernes Komturkreuz des Ehrenzeichens für Verdienste um das Bundesland Niederösterreich (1992)
- Goldenes Komturkreuz des Ehrenzeichens für Verdienste um das Bundesland Niederösterreich (2001)
- Ehrenmedaille der Stadt Buchen im Odenwald

## Werke
- Benedikt von Nursia. 5. Auflage. Salterrae Schriftenapostolat, Maria Roggendorf 2010, ISBN 978-3-901297-17-5.
- Die Professen des Benediktinerstiftes Göttweig von seiner Gründung bis zur Gegenwart (1083–1981). Dissertation der Universität Salzburg, 1981.
- Professbuch des Benediktinerstiftes Göttweig. Zur 900-Jahr-Feier der Gründung des Klosters. (Studien und Mitteilungen zur Geschichte des Benediktinerordens, Ergänzungsband 26). EOS-Verlag, St. Ottilien 1983, DNB 947774823.
- 1938 - 1998 – aus Zerstörung auferstanden. Zum Gedenken an Abt Wilhelm Zedinek 1898–1971. Als Hrsg. Benediktinerstift Göttweig, Furth b. Göttweig 1998.
- Göttweiger Professbuch. Ergänzungen für die Jahre 1886 bis 1999. Göttweig 1999.
- Net dumm! Humor und Heiterkeit in Göttweigs Hallen. Benediktinerstift Göttweig, Göttweig 2001.